# Duke University
Duke University – amerykański uniwersytet niepubliczny w Durham w stanie Karolina Północna, który w 2021 roku zajął 5. miejsce w rankingu Wall Street Journal / Times Higher Education College Rankings.

## Ranking
Choć położenie Duke w rankingach uniwersyteckich waha się w znacznie w zależności od obieranych kryteriów oceniania, Duke zawsze mieści się w pierwszej 30 najlepszych Uniwersytetów na świecie. Jednym z największych osiągnięć Duke było zajęcie w 2021 roku 5. miejsca w rankingu Wall Street Journal / Times Higher Education College Rankings oraz 2. miejsca pod względem wyników uczniów.
Rok wcześniej Duke zajął 22. miejsce na świecie według US News & World Report i 20. miejsce według rankingu Times Higher Education World University Rankings. Z kolei QS World University Rankings umieścił Duke’a na 25. miejscu na świecie w rankingach 2020.
W badaniu Forbes z 2016 r. Duke zajął 11. miejsce wśród uniwersytetów w Stanach Zjednoczonych, które wyprodukowały najwięcej miliarderów i 1. miejsce wśród uniwersytetów na południu.
Dodatkowo Duke zremisował z Harvard University i Yale University, osiągając 1. miejsce w rankingu oceniającym wyniki absolwentów.
Światowej sławy jest również Szkoła Medyczna Duke, która w 2021 roku zajęła 3. miejsce wyprzedzając uniwersytety takie jak Stanford czy Columbia.

## Historia
Początkiem dzisiejszego uniwersytetu była niepubliczna szkoła założona w 1838 pod nazwą Brown’s Schoolhouse przez grupę metodystów i kwakrów, w miejscowości Trinity. W 1841 instytucja została przemianowana na Union Institute Academy, w 1851 na Normal College, a w 1859 na Trinity College. W 1892 przeprowadziła się do Durham, co połączono z reformą uczelni na wzór uniwersytetów niemieckich. W 1924 na cześć Washingtona Duke’a zmieniono nazwę uczelni na Duke University.

## Prestiż
Duke University jest zaliczany do grupy najbardziej prestiżowych Uniwersytetów na Świecie. Możliwości badawcze, środki pieniężne przeznaczane na rozwój nauki oraz wybitni wykładowcy sprawili, iż Duke University stał się jednym z najcenniejszych ośrodków badawczych w Stanach Zjednoczonych, a wychowankowie i wykładowcy związani z Uniwersytetem są cytowani przez naukowców na całym świecie.
Sława Uniwersytetu sprawia, iż jest on jednym z najbardziej selektywnych na świecie. Rata przyjęć dla obywateli Stanów Zjednoczonych w 2021 roku wyniosła 4.3%. Warto jednak wspomnieć, że dla nieznacznie ponad 20% międzynarodowych studentów proces selekcji był jeszcze bardziej rygorystyczny.
Środowisko akademickie obecne na Duke przyczyniło się do tego, iż ma już 15 laureatów Nagrody Nobla i 3 zwycięzców Nagrody Turinga, 50 stypendystów Rhodesa, 25 stypendystów Churchilla, 13 stypendystów Schwarzmana i 8 stypendystów Mitchella. Tym samym placówka znalazła się na 3. miejscu pod względem uczonych, którzy otrzymali stypendium Churchilla i na piątym co do wielkości liczby nagrodzonych stypendiami: Rhodes, Marshall, Truman, Goldwater i Udall (w latach 1986–2015).
Ponadto oprócz 14 żyjących miliarderów do grona alumni Uniwersytetu należy także były prezydent Stanów Zjednoczonych – Richard Nixon.

## Duke w Azji
Duke University administruje dwiema równoległymi szkołami w Azji, Duke-NUS Medical School w Singapurze (założonym w 2005) i Duke Kunshan University w Kunshan w Chinach (założonym w 2013).
- Duke-NUS – jest światowej klasy szkołą medyczną, która posiada programy łączone z Yale University oraz King’s College London. Placówka powstała dzięki współpracy z NUS UNIVERSITY
- Duke Kunshan powstał dzięki współpracy z Wuhan University. Studenci owej jednostki część 4-letniego college’u spędzają w Kunshan (Chiny), a część na głównym kampusie Duke w Karolinie Północnej (USA). Tym samym przerabiają zarówno program chiński, jak i amerykański i są uprawnieni do otrzymania dwóch dyplomów (amerykańskiego i chińskiego). W 2020/2021 roku na ów chińsko-amerykański program aplikowali studenci z ponad 100 różnych krajów na całym świecie.

## Publikacje
- Greek, Roman and Byzantine Studies

## Wykładowcy
- Elizabeth Grosz[17] – wybitna filozofka specjalizująca się w badaniach nad ewolucją, biologią i seksualnością
- Robert J. Lefkowitz, MD[18] – laureat Nagrody Nobla w dziedzinie chemii (2012).
- Paul Modrich, PhD[19] – laureat Nagrody Nobla w dziedzinie chemii (2015).
- Kelly Brownell[20] – dyrektor Światowego Centrum Polityki Żywnościowej, były dziekan Sanford School of Public Policy na Duke University. W 2006 roku magazyn Time umieścił Brownell’a na liście „100 najbardziej wpływowych ludzi na świecie”.
- Campbell R. Harvey – otrzymał nagrodę Best Paper Awards 2016 i 2015 od The Journal of Portfolio Management za badania nad odróżnieniem szczęścia od umiejętności.
- Adrian Bejan[21] – wynalazca teorii konstrukcji i imiennik liczby Bejan. Znajduje się w gronie 0,01% najbardziej cytowanych i wpływowych naukowców na świecie.
- Kazimierz Grzybowski
- George Marsden
- Benjamin Wildman-Tobriner[22] – lekarz; złoty medalista olimpijski w pływaniu.
- David Smith[23] – pionier pelerynek-niewidek; nagrodzony Nagrodą Kartezjusza w 2005 r.
- Philip Bennett[24] – były redaktor naczelny z The Washington Post.
- Moo-Young Han – odkrywca ładunku koloru kwarków.

## Absolwenci[25]
- Richard Nixon – 37. Prezydent Stanów Zjednoczonych
- Ricardo Lagos – były przewodniczący z Chile
- Brian Kobilka – Laureat Nagrody Nobla w dziedzinie chemii
- Paul Farmer
- Ken Jeong
- Charles Townes – laureat Nagrody Nobla z fizyki w 1964
- William Kaelin – laureat Nagrody Nobla w dziedzinie medycyny
- Jeff Williams – dyrektor operacyjny Apple
- Shaikha Al-Bahar – dyrektor generalny Narodowego Banku Kuwejtu; nazwana 85. najpotężniejszą kobietą na świecie przez Forbes
- René Echevarria – producent filmów: The 4400, Dark Angel, Now and Again; scenarzysta Star Trek: The Next Generation, Star Trek: Deep Space Nine
- Robert L. Cook – nagrodzony Oscarem programista.
- Patrick Williams – nominowany do Oscara kompozytor filmowy i telewizyjny; Zdobywca nagród Emmy i Grammy
- Robert Yeoman – nominowany do Oscara operator filmów: Bottle Rocket, Rushmore, The Royal Tenenbaums, The Life Aquatic With Steve Zissou, The Darjeeling Limited, oraz The Grand Budapest Hotel